# Airport (Californie)
Pour les articles homonymes, voir Airport.
Airport est une census-designated place du comté de Stanislaus, dans l’État de Californie, aux États-Unis. Elle tire son nom de l'aéroport proche, Modesto City–County Airport (en). Sa population s’élevait à 1 964 habitants lors du recensement de 2010.

## Source
- (en) Cet article est partiellement ou en totalité issu de l’article de Wikipédia en anglais intitulé « Airport, California » (voir la liste des auteurs).